# Gastronomía de Sajonia

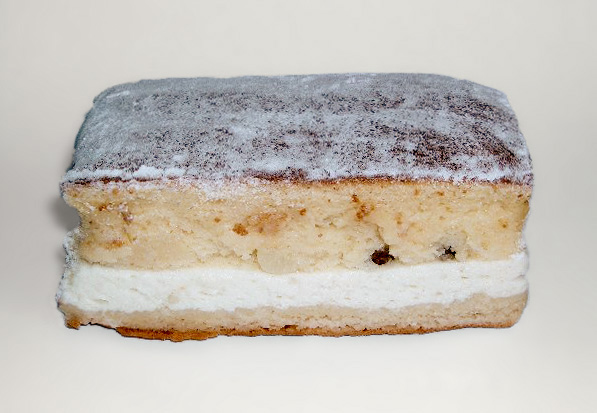
Un típico Eierschecke

La Gastronomía de Sajonia es un compendio de las costumbres culinarias de diferentes regiones de Sajonia (Landschaften Sachsen), como por ejemplo el Vogtland (que supera sus fronteras con Alemania y comparte especialidades con la República Checa), el Oberlausitz, las regiones montañosas del Erzgebirge (con su famoso Neunerlei navideño), la Sächsische Schweiz (en la que se pueden encontrar los Quarkkeulchen) etc. Las influencias más notables en la zona provienen de los países eslavos con los que comparte frontera. La comarca posee una región vitivinícola en la que producen anualmente algo más de 400 Ha de vinos (generalmente blancos).

## Ingredientes
Los ingredientes suelen ser los típicos que aparecen en la cocina alemana: patata y sus diferentes variantes de Klöße y Knödel que acompañan a los platos principales.
En el terreno de los pescados, se tienen que la mayoría de los platos incluyen variedades de agua dulce: sardinas y carpas (variedades frecuentes en Europa del Este).
Existe una gran tradición de servir café, sobre todo en las comarcas cercanas a Leipzig.

## Platos más conocidos
- Plinsen
- Quarkkeulchen
- Glitscher
- Kalter Hund
- Saure Flecke (callos)
- Sächsische Wickelklöße